# オムロン
オムロン株式会社（英: OMRON Corporation）は、日本の京都府京都市下京区に本社を置く大手電気機器メーカー。
創業者は立石一真。センシング＆コントロール技術を核とした産業向け制御機器やシステム、電子部品のほか、ヘルスケア製品等を展開する「オムロングループ」の中核企業の役割を担っている。東京証券取引所プライム上場（証券コード:6645）、米国預託証券上場（証券コード:OMRNY）。日経平均株価およびJPX日経インデックス400の構成銘柄の一つ。

## 概要
制御機器・ファクトリーオートメーション（FA）システム事業、健康医療機器・サービス事業、社会システム事業、電子部品事業、データソリューション事業、の主要5事業を、一部分社化を含め、カンパニー制で展開している。
世界初の無接点近接スイッチを開発するなど産業用オートメーション機器に強みを持つが、一般消費者には健康医療機器で知られる。家庭用電子血圧計は世界トップシェアを誇る。また、自動改札機、ATM（現金自動支払機）の開発のほか、近年では、液晶テレビのバックライトが知られる。かつてはプリントシール機の開発の大手でもあり、グループ会社だったオムロンエンターテインメント（現・フリュー）がOEMおよび自社ブランドで販売を行っていた。なお、現在はグループを離脱している。
社名は、立石電機株式会社時代に本社を置いていた京都市右京区花園の通称「御室」（おむろ）から。創業地としても知られる。なお、現在その跡地は住宅地となっているが、創業記念碑が建立されている（土堂公園西側）。
世界7極に地域統括本社を設置（日本、アメリカ、オランダ、中国、シンガポール、インド、ブラジル）。中国を中心とした海外へのビジネス展開に積極的で、既に連結での海外売上比率は5割を超えている。

## 沿革

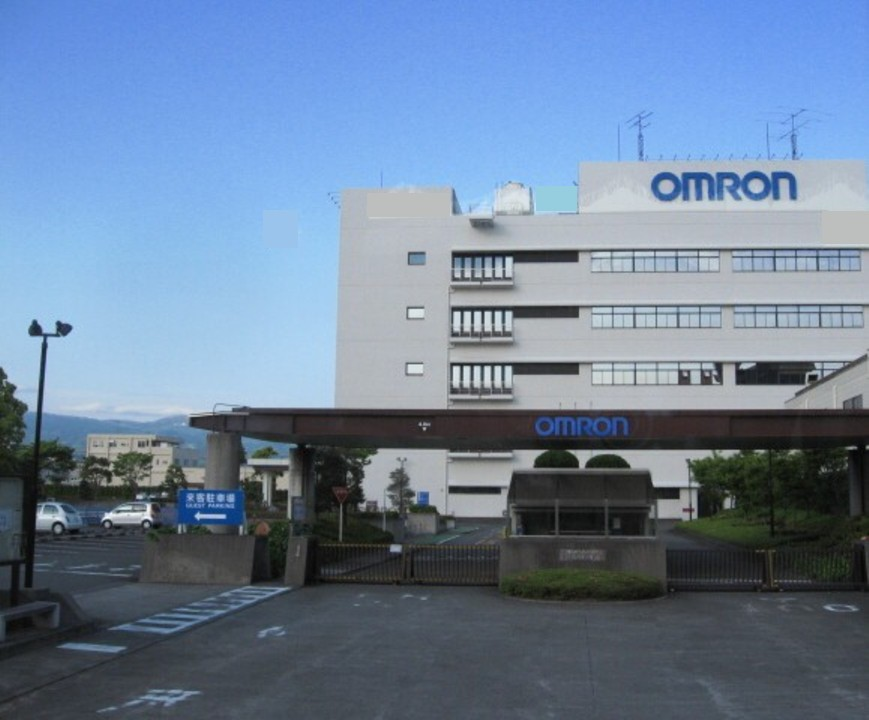
オムロン三島事業所（静岡県三島市）

- 1930年 - 立石一真が京都市下京区で「彩光社」を設立。
- 1933年5月10日 - 大阪市都島区東野田に「立石電機製作所」を創業。レントゲン撮影用タイマの製造開始。
- 1936年7月 - 大阪市西淀川区に工場を新設して移転。
- 1945年6月 - 工場を京都市右京区花園土堂町に移転。
- 1948年5月19日 - 株式会社に改組し「立石電機株式会社」を設立。
- 1955年1月 - 販売部門・研究部門を分離・独立して「立石電機販売株式会社」「株式会社立石電機研究所」を設立。同時期に生産子会社「株式会社西京電機製作所」を設立。
- 1959年
  - 1月 - 商標を「OMRON」と制定する。社憲制定。
  - 2月 - 「株式会社立石電機研究所」を合併。
- 1960年2月 - 世界初の無接点近接スイッチを開発。
- 1960年10月 - 京都府乙訓郡長岡町（現・長岡京市）に中央研究所を竣工。
- 1962年4月 - 京都証券取引所、大阪証券取引所（両市場とも現在は市場統合）第二部に上場。
- 1964年
  - 4月 - 世界初の電子式自動感応式信号機を開発。
  - 10月 - 生産子会社を「株式会社西京電機立石製作所」に一本化する。
- 1965年
  - 4月 - 「立石電機販売株式会社」および「株式会社西京電機立石製作所」を合併。
  - 8月 - 大阪証券取引所第一部へ指定替え。
- 1966年9月 - 東京証券取引所、名古屋証券取引所各第一部に上場。
- 1967年3月 - 世界初の無人駅システムを開発。
- 1968年11月 - 英文社名をOMRON TATEISI ELECTRONICS CO.に決定。
- 1969年3月 - 世界最小の卓上電子計算機「CALCULET-1200」を発表。
- 1971年6月 - 世界初のオンライン現金自動支払機を開発。
- 1972年2月 - 日本初の福祉工場である「オムロン太陽株式会社」を設立。
- 1974年9月 - 立石ライフ・サイエンス研究所を設立[4]。
- 1983年 - 電子体温計「けんおんくん」を発売。
- 1986年4月 - 京都府綾部市に綾部工場（現・綾部事業所）を竣工、四条工場、西京工場の機能を移転。
- 1987年7月 - 世界初の超高速ファジィコントローラを開発。
- 1988年
  - 9月 - オランダに欧州地域統轄会社「OMRON EUROPE B.V.」を設立。
  - 10月 - シンガポールにアジア・パシフィック地域統轄会社「OMRON ASIA PACIFIC PTE.LTD.」を設立。
- 1989年4月 - アメリカに北米地域統轄会社「OMRON MANAGEMENT CENTER OF AMERICA,INC.」を設立。
- 1990年
  - 1月 - 「オムロン株式会社」に商号変更。
  - 4月 - 長期経営ビジョン『Golden '90s』始動。
- 1991年3月 - 本社事務所を京都市下京区[注釈 1] に移転。インライン検査機器「画匠」を開発。
- 1994年5月 - 中国に地域統轄会社「OMRON(CHINA)CO.,LTD.」を設立。
- 1995年 - 車間距離警報装置を開発。
- 1999年4月 - 事業部制からカンパニー制へ移行。
- 2000年8月 - 本店と本社事務所を現在の「オムロン京都センタービル」に移転。
- 2001年
  - 5月 - 長期ビジョン『GD2010』（Grand Design for the Year 2010）を発表。
  - 11月 - 業績不振に伴う「グループ生産性構造改革」（VIC21）の実施を発表[5]。生産子会社の再編を行うほか、国内グループで1000名のの希望退職優遇制度が含まれ、各社合わせた応募者は約1460名。退職時期は2002年9月または10月。[6][7]
- 2002年
  - 6月 - 「ソーシアルシステムズビジネスカンパニー」を「ソーシアルシステムズ・ソリューション＆サービス・ビジネスカンパニー」と「アドバンスト・モジュール・ビジネスカンパニー」に再編。
  - 8月 - 熊本研究所を閉鎖し、機能をオムロン熊本（現・オムロンリレーアンドデバイス）株式会社へ移管。
- 2003年
  - 3月 - 「クリエーティブサービスビジネスカンパニー」を解消。
  - 5月 - 京都府相楽郡木津町(現・木津川市)の関西文化学術研究都市区域内に「京阪奈イノベーションセンタ」を開設、京都・筑波の両研究所を集約。
  - 6月 - 作田久男が創業家以外で初めての社長に就任。
  - 7月 - 「ヘルスケアビジネスカンパニー」を分社して「オムロン ヘルスケア株式会社」を設立[注釈 2]。
- 2004年10月 - 共同新設分割により、「ソーシアルシステムズ・ソリューション＆サービス・ビジネスカンパニー」のうちATM等の金融機関向け事業と「アドバンスト・モジュール・ビジネスカンパニー」の事業を「日立オムロンターミナルソリューションズ株式会社」へ継承。
- 2006年5月 - 中国・上海に制御システムのグローバル中核拠点が開業。新企業理念制定。
- 2006年8月 - パイオニア子会社の「パイオニア精密株式会社」の全株式を取得し、「オムロン プレシジョンテクノロジー株式会社」に商号変更。
- 2007年
  - 3月 - 生産現場でのセーフティ事業を本格展開。
  - 4月 - セイコーエプソンの子会社「野洲セミコンダクター株式会社」[注釈 3]の半導体事業の事業用資産を譲り受け「オムロン セミコンダクターズ株式会社」を設立。これに伴い野洲事業所を開設。[注釈 4]
  - 6月 - 中国における新研究開発拠点を開所。
  - 7月 - 「オムロン京都センタービル啓真館」を開設[注釈 5]。
  - 9月 - 世界初のリアルカラー3次元視覚センサ3次元画像センシングを実用化。オムロン プレシジョンテクノロジー株式会社の樹脂成形品部門をパイオニアファインテック株式会社（パイオニア100%出資）に分割。
- 2008年7月 - 「オムロン セミコンダクターズ株式会社」を吸収合併。
- 2009年
  - 6月 - 水口工場を閉鎖し、半導体・MEMS事業を野洲事業所に集約。
  - 9月 - 「エレクトロニクスコンポーネンツビジネスカンパニー」を「エレクトロニック＆メカニカルコンポーネンツビジネスカンパニー」に改編。
  - 11月 - 名古屋証券取引所上場廃止。
  - 12月 - 専門コンサルタントのノウハウを組み込んだ世界初の省エネルギー自動分析システム「CO2見える化システムene-brain」を発売。
- 2010年
  - 5月 - 「オートモーティブエレクトロニックコンポーネンツカンパニー」を分社して「オムロン オートモーティブエレクトロニクス株式会社」を設立。
  - 11月 - 「ソーシアルシステムズ・ソリューション＆サービス・ビジネスカンパニー」を分社し「オムロン ソーシアルソリューションズ株式会社」を設立（事業開始は2011年4月1日）。オムロン ヘルスケアが、ITを活用した健康管理サービス「ウェルネスリンク」事業を開始。
- 2011年7月 - 長期ビジョン『VG2020』（Value Generation 2020）を発表。同月、機械制御に必要な機能を統合したマシンオートメーションコントローラ、Sysmac NJシリーズを発売。サポート拠点「オートメーションセンタ」を日本（8月）と中国（9月）に設立。
- 2012年
  - 1月 - インド地域本社「OMRON MANAGEMENT CENTER OF INDIA」を設立。
  - 6月 - ブラジル地域本社「OMRON MANAGEMENT CENTER OF LATIN AMERICA」を設立。
- 2013年7月 - 大阪証券取引所の統合に伴い上場廃止。
- 2017年 - 取締役会長を除く役付取締役を廃止、社長を執行役員の役位に変更。
- 2019年
  - 4月 - 無停電電源装置（UPS）事業をオムロンソーシアルソリューションズ株式会社へ移管。
  - 10月 - 車載電装部品を手掛ける、「オムロンオートモーティブエレクトロニクス株式会社」の全株式 を、日本電産（現・ニデック）に譲渡。
- 2020年
  - 1月 - 工場自動化のPR施設を「オートメーションセンター」東京・品川に開設（世界37カ所中で最大規模）[8]。
  - 4月 - 簡易吸収分割により、当社環境事業本部をオムロンソーシアルソリューションズ株式会社へ移管、同社のエネルギーソリューション事業本部とする。同時にパワーコンディショナの生産拠点であるオムロン阿蘇株式会社の株主を、当社からオムロンソーシアルソリューションズ株式会社に変更。
- 2021年
  - 3月31日 - 当社が保有する日立オムロンターミナルソリューションズ株式会社の株式全てを日立製作所に譲渡（同社は同年7月1日付で日立チャネルソリューションズ株式会社へ商号変更される）[9]。
  - 10月 - 当社の半導体・MEMS事業を会社分割し、ミツミ電機に売却。（現・MMIセミコンダクター株式会社）
- 2022年
  - 3月 - 長期ビジョン『SF2030』（Shaping the Future 2030）を発表。
  - 4月1日 - 「エレクトロニック＆メカニカルコンポーネンツビジネスカンパニー」を「デバイス＆モジュールソリューションズカンパニー」に名称変更。
  - 10月18日 - キリンテクノシステムを子会社化することでキリンビールと株式譲渡契約を合意した[10]。オムロンが60%、キリンビールが40%の割合で出資する。
- 2023年
  - 3月1日 - グループ会社であるオムロンフィールドエンジニアリング株式会社よりボトル検査システム事業を譲受、当社のインダストリアルオートメーションビジネスカンパニーの事業とする。
  - 4月3日 - キリンテクノシステムへの出資が完了。同社は「オムロン キリンテクノシステム株式会社」に商号変更。
  - 10月16日 - 株式会社JMDCを子会社化[11]。
  - 12月21日 - 社内カンパニーと同格の社長直轄部門として、データソリューション事業本部を新設。
- 2024年2月26日 - 業績不振に伴う構造改革プログラム「NEXT2025」を発表[12]。国内・海外各1000名の希望退職実施が含まれ、国内では各社合わせて1206名が応募。退職時期は原則7月。[13]
- 2025年7月1日 オムロングループの間接業務の効率化を目的として、トランスコスモス株式会社との合弁で「オムロン トランスコスモス プロセスイノベーション株式会社」を設立[注釈 6]、オムロン エキスパートリンクの一部業務を移管する。

## 歴代社長
| 代       | 氏名     | 就任日   | 退任日   | 備考     |
| 立石電機 | 立石電機 | 立石電機 | 立石電機 | 立石電機 |
| -------- | -------- | -------- | -------- | -------- |
| 1        | 立石一真 | 1948年   | 1979年   |          |
| 2        | 立石孝雄 | 1979年   | 1987年   |          |
| 3        | 立石義雄 | 1987年   | 1990年   | 社名改称 |
| オムロン |          |          |          |          |
| 3        | 立石義雄 | 1990年   | 2003年   |          |
| 4        | 作田久男 | 2003年   | 2011年   |          |
| 5        | 山田義仁 | 2011年   | 2023年   |          |
| 6        | 辻永順太 | 2023年   | 現職     |          |

## 主な製品
- 制御機器・FAシステム事業
  - センサ（リミットスイッチ）、計測機器、PLC、タイマ、カウンタ、温度調節器、基板外観検査装置[14]
- 電子部品事業
  - リレー、スイッチ、コネクタ
  - 液晶用バックライト（事業撤退）
- 車載電装機器事業 （オムロン オートモーティブエレクトロニクスに分社、後に日本電産（現・ニデック）へ事業売却）
  - パッシブエントリー・プッシュエンジンスタートシステム、電動パワーステアリングコントローラ
- 健康医療機器・サービス事業 （オムロン ヘルスケアに分社）
  - 体組成計、血圧計、体温計、歩数計、電動歯ブラシ、ネブライザ
- 社会システム事業
  - 駐車券発券機、精算機、タイムレジ（アマノに事業売却）
  - スーパーマーケット向けPOSレジシステム、ガソリンスタンド向けPOSシステム（事業撤退）
  - ATM、現金自動両替機（日立オムロンターミナルソリューションズ（現・日立チャネルソリューションズ）に移管）
  - 自動券売機、自動改札機、自動速度違反取締装置、交通管制システム、セキュリティカメラシステム、セグメントセンサ、CAT端末（オムロン ソーシアルソリューションズに分社）
- 無停電電源装置・組込みシステム事業（オムロン ソーシアルソリューションズに移管）
  - 無停電電源装置、組込み用モジュール
- 環境関連機器・ソリューション事業（オムロン ソーシアルソリューションズに移管）
  - パワーコンディショナ

## 受賞
- 「誠実な企業」賞 最優秀賞（「誠実な企業」賞審議会）（2012年）
- 東京証券取引所主催「企業価値向上表彰」大賞（2015年）
- 日本証券アナリスト協会主催 「ディスクロージャー優良企業」（2015年）
- 経済産業省主催「知財功労賞（経済産業大臣表彰 知的財産権制度活用優良企業等）」（2015年）[15]

## 国内関連会社
- SKソリューション株式会社
- 株式会社エフ・エー・アネックス
- 株式会社エフ・エー・テクノ
- オムロン阿蘇株式会社
- オムロンアミューズメント株式会社
- オムロンエキスパートリンク株式会社
- オムロンエキスパートエンジニアリング株式会社
- オムロントランスコスモスプロセスイノベーション株式会社
- オムロンエフエーストア株式会社
- オムロン関西制御機器株式会社
- オムロン京都太陽株式会社
- オムロンキリンテクノシステム株式会社
- オムロンサイニックエックス株式会社
- オムロンセンテック株式会社
- オムロンソフトウェア株式会社
- オムロンソーシアルソリューションズ株式会社
- オムロン太陽株式会社
- オムロンフィールドエンジニアリング株式会社
- オムロンフィールドエンジニアリング北海道株式会社
- オムロンヘルスケア株式会社
- オムロンヘルスケアマーケティング株式会社
- オムロンベンチャーズ株式会社
- オムロンリレーアンドデバイス株式会社
- 株式会社業電社
- 株式会社JMDC
- 株式会社ヒューマンルネッサンス研究所

グループから離脱した企業
- アルファテック・ソリューションズ株式会社（旧・オムロンアルファテック株式会社） ※1992年に日本・データゼネラル株式会社を買収。2002年に日本IBMに売却され2003年より現社名。現在はダイワボウ情報システム傘下。
- フリュー株式会社（旧・オムロンエンタテイメント株式会社） ※2007年のMBO実施により現在は独立の別会社。
- フクダコーリン株式会社（旧・オムロンコーリン株式会社） ※オムロンヘルスケアの子会社だったがフクダ電子に譲渡。2017年1月1日より現社名。
- 愛のタクシーチケット株式会社[注釈 7]（旧・オムロンクレジットサービス株式会社） ※2017年に事業譲渡され現社名に変更。2022年6月1日よりMobility Technologies（現・GO）傘下。
- ニデックモビリティ株式会社（旧・オムロンオートモーティブエレクトロニクス株式会社） ※2019年に日本電産（現・ニデック）へ売却。
- TOWAレーザーフロント株式会社（旧・オムロンレーザーフロント株式会社）　※2007年にNECのレーザ事業が母体であるレーザーフロントテクノロジーズ株式会社の株式の95%を取得、2019年2月にTOWA株式会社へ売却。

現存しない企業
- オムロンマイコンシステムズ株式会社 ※1998年にソフトバンクに売却後、同社に吸収合併。事業としては現在のSB C&S。
- オムロンマーケティング株式会社 ※2018年にオムロンに事業譲渡して解散。
- オムロンスイッチアンドデバイス株式会社 ※2024年にオムロンリレーアンドデバイスに吸収合併。
- オムロンテクノカルト株式会社 ※2012年にオムロンフィールドエンジニアリングに吸収合併。
- オムロンティー・エー・エス株式会社 ※2014年にオムロンフィールドエンジニアリングに吸収合併。
- オムロンフィールドエンジニアリング九州株式会社 ※2018年にオムロンフィールドエンジニアリングに吸収合併、同社の九州支社となる。
- (旧)オムロンフィールドエンジニアリング西日本株式会社 ※2020年10月にオムロンフィールドエンジニアリング近畿に吸収合併。同日、社名を(新)オムロンフィールドエンジニアリング西日本に変更。
- (新)オムロンフィールドエンジニアリング西日本株式会社 ※2024年8月1日付でオムロンフィールドエンジニアリングに吸収合併。
- オムロンネットワークアプリケーションズ株式会社 ※日本IBMとの合弁企業。2016年にオムロンのグローバルビジネスプロセス＆IT革新本部に統合され解散。
- オムロンビジネスアソシエイツ株式会社 ※2018年にオムロンパーソネルと合併、オムロンエキスパートリンクとなる（存続法人はオムロンパーソネル株式会社）。
- オムロンファイナンス株式会社 ※同上。
- オムロンプレシジョンテクノロジー株式会社 ※2020年3月バックライト事業撤退に伴い事業停止。登記閉鎖は2024年4月30日付。
- オムロン直方株式会社　※2019年に台湾Advantechグループに売却されアドバンテックテクノロジーズ株式会社に商号変更。2022年1月1日付でAdvantechの日本法人である「アドバンテック株式会社」に吸収合併。
- オムロン出雲株式会社　※2010年4月1日付でオムロン倉吉に吸収合併。同日、オムロン倉吉は社名を「オムロンスイッチアンドデバイス」に変更、本社をオムロン岡山事業所へ移転。出雲事業所は後に閉鎖となり、出雲東郷電機が事業を継承。
- オムロン山陽株式会社　※2018年にオムロンスイッチアンドデバイスに吸収合併、同社の山陽事業所となるが現在は閉鎖済。
- オムロン野村松野株式会社　※グループ生産性構造改革（VIC21）の一環で2002年6月に工場閉鎖・解散。事業はさくらクリエイトが継承したが閉鎖済。
- オムロン天草株式会社　※グループ生産性構造改革（VIC21）の一環で2002年6月に工場閉鎖・解散。事業は天草池田電機が継承。
- オムロン人吉株式会社　※グループ生産性構造改革（VIC21）の一環で2002年6月に工場閉鎖・解散。事業は人吉アサノ電機が継承。
- オムロン岡山株式会社　※2005年12月1日付でオムロンに吸収合併。
- オムロン武雄株式会社　※2010年4月1日付でオムロンリレーアンドデバイスに吸収合併。
- オムロン松阪株式会社　※2012年4月にオムロンヘルスケアに吸収合併。
- オムロン飯田株式会社　※2014年4月1日付でにオムロンオートモーティブエレクトロニクスに吸収合併。
- オムロン住倉ロジスティック株式会社 ※1997年オムロンの子会社として設立[注釈 8]、2007年に住友倉庫との合弁化。2022年4月1日付でオムロンのグローバル購買・品質・物流本部に事業譲渡して解散。

## 代理店

### 上場している代理店
- 因幡電機産業[16]
- サンワテクノス[16]
- 明治電機工業[16]
- たけびし[16]
- 杉本商事[16]
- 西川計測[16]
- スズデン[16]
- アバールデータ[16]

## テレビ番組
- 日経スペシャル カンブリア宮殿 血圧計だけじゃない！技術で人を幸せに... "元祖ベンチャー企業"の感動経営（2014年2月27日、テレビ東京）[17]

## 書籍

### 関連書籍
- 『21世紀型企業の創造 図説 オムロンの21世紀ビジョン・ゴールデン'90s』（編著:碓井慎一 ダイヤモンド・ハーバード・ビジネス編集部）（1991年7月25日、ダイヤモンド社）ISBN 9784478310786
- 『私がオムロンで修めたリーダー訓800 心を打つ短文』（著者:喜多村敬三）（1993年11月27日、中経出版）ISBN 9784806107071
- 『「想い」を実現する会社「オムロン」 持続する経営理念がシステム革新につながる』（著者:小川忠夫）（1997年11月1日、日本能率協会マネジメントセンター）ISBN 9784820713012
- 『未来から選ばれる企業 オムロンの「感知力」経営』（著者:立石義雄）（2005年11月4日、PHP研究所）ISBN 9784569646305
- 『「できません」と云うな オムロン創業者立石一真』（著者:湯谷昇羊）（2008年11月7日、ダイヤモンド社）ISBN 9784478006337
  - 『「できません」と云うな オムロン創業者立石一真』（著者:湯谷昇羊）（2011年3月28日、新潮社 新潮文庫）ISBN 9784101344911